# Cladosporium arthrinioides
Cladosporium arthrinioides är en svampart som beskrevs av Thüm. & Beltrani 1876. Cladosporium arthrinioides ingår i släktet Cladosporium och familjen Davidiellaceae.   Inga underarter finns listade i Catalogue of Life.